# Carpias brucei
Carpias brucei är en kräftdjursart som beskrevs av Théodore Monod 1974. Carpias brucei ingår i släktet Carpias och familjen Janiridae.
Artens utbredningsområde är Seychellerna. Inga underarter finns listade i Catalogue of Life.